# Mermessus tepejicanus
Mermessus tepejicanus är en spindelart som först beskrevs av Willis J. Gertsch och Davis 1937.  Mermessus tepejicanus ingår i släktet Mermessus och familjen täckvävarspindlar. Inga underarter finns listade i Catalogue of Life.